# Logisticus simplex
Logisticus simplex is een keversoort uit de familie van de boktorren (Cerambycidae). De wetenschappelijke naam van de soort werd in 1880 gepubliceerd door Charles Owen Waterhouse.